# Love Story (chanson d'Indila)
Pour les articles homonymes, voir Love Story.
Singles de Indila
SOS
(2014) Parle à ta tête
(2019)
Love Story est une chanson écrite et interprétée par Indila et composée par Indila et Skalpovich. C'est le cinquième single en solo de la chanteuse, extrait de son premier album Mini World. La chanson, comme son nom l'indique, parle d'une histoire d'amour.

## Clip vidéo
Le clip de la chanson est une continuation du clip de SOS, le troisième single de l'album, qui se termine avec un panneau portant l’inscription Love Story. Réalisé par Karim Ouaret, avec Jalane à la production, il a été dévoilé le 17 novembre 2014 sur YouTube,.
Le clip raconte l'histoire d'amour d'un homme âgé et veuf avec son amour du passé. La chanteuse y chante debout sur un bloc de glace,. Plusieurs scènes apparaissent durant le clip, avec un enfant assis au bord de son lit, un vieillard qui quitte sa maison pour ensuite déposer une rose sur la tombe de sa femme, et une femme avec son compagnon qui va embarquer sur un bateau,.

## Classement hebdomadaire
Love Story n'a pas réussi à reproduire le succès des titres précédents de l'album, avec une entrée dans deux charts seulement. Néanmoins, la chanson a été popularisée plusieurs années après, notamment sur TikTok, à tel point que fin 2022, le clip Youtube cumule plus de 242 millions de vues.
| Classement                              | Meilleure position |
| --------------------------------------- | ------------------ |
| France (SNEP)                           | 57                 |
| Belgique (Wallonie Ultratop 50 Singles) | 48                 |